# 이형석 (1961년)
이형석(李炯錫, 1961년 10월 5일~)은 광주광역시의회 의장, 광주광역시 경제부시장을 지낸 대한민국의 정치인이다. 제21대 국회의원이다.

## 학력
- 순천성남국민학교 졸업
- 1976~1979: 순천고등학교 졸업
- 1980~1987: 조선대학교 법정대학 법학 학사
- 2003~2006: 전남대학교 대학원 정치학 석사

## 경력
- 1996.02~1997.02: 광주은행 노동조합 위원장
- 1997.03. 새정치국민회의 부대변인
- 1998년 6월 4일: 제2회 전국동시지방선거 당선(민선 2기, 비례대표, 새정치국민회의, 초선)
- 1998.07~2002.06: 제3대 광주광역시의회 의원(민선 2기, 비례대표, 새정치국민회의→새천년민주당, 초선)
- 2002년 6월 13일: 제3회 전국동시지방선거 당선(민선 3기, 광주 북구 제5선거구, 새천년민주당, 재선)
- 2002.07~2006.03: 제4대 광주광역시의회 의원(민선 3기, 광주 북구 제5선거구, 새천년민주당→무소속→열린우리당, 재선)
  - 2002.07~2004.06: 제4대 광주광역시의회 전반기 의장
- 2007.10~2008.02: 노무현 정부 대통령비서실 시민사회수석실 사회조정3비서관
- 2012.10~2014.06: 광주광역시 경제부시장
- 2016.05~2024.05: 더불어민주당 광주광역시당 북구 을 지역위원회 위원장
- 2016.08~2018.08: 더불어민주당 광주광역시당 위원장
- 2017.03~2017.10: 더불어민주당 최고위원
- 2018.09~2020.08: 더불어민주당 최고위원
- 2020.02~2020.04: 더불어민주당 제21대 국회의원 선거 대한민국 미래준비 선거대책위원회 공동선거대책위원장
- 2020년 4월 15일: 대한민국 제21대 국회의원 선거 당선(광주 북구 을, 더불어민주당, 초선)
- 2020.05: 더불어민주당 5.18 민주화운동 40주년 특별위원회 위원장

### 의정 활동
- 2020.05~2024.05: 제21대 국회의원(광주 북구 을, 더불어민주당, 초선)
  - 2020.06~2022.05: 제21대 국회 전반기 행정안전위원회 위원
    - 제21대 국회 전반기 행정안전위원회 법안심사제1소위원회 위원

  - 2020.07~2024.05: 혁신 4.0 연구포럼 구성의원
  - 2022.07~2022.08: 제21대 국회 중앙선거관리위원회 위원(남래진) 선출에 관한 인사청문특별위원회 위원
  - 2022.07~2024.05: 제21대 국회 후반기 행정안전위원회 위원

## 같이 보기
- 북구 을 (광주)
- 광주 북구의 국회의원
- 광주광역시 부시장

## 역대 선거 결과
|  | 0% |

|  | 56.38% |

|  | 32.29% |

|  | 35.55% |

|  | 78.82% |

## 소속 정당
| 소속 정당 | 소속 정당      | 소속 기간 | 비고      |
| --------- | -------------- | --------- | --------- |
|           | 새정치국민회의 | 1997~2000 | 정계 입문 |
|           | 새천년민주당   | 2000~2005 | 합당      |
|           | 무소속         | 2005      | 탈당      |
|           | 열린우리당     | 2005~2007 | 입당      |
|           | 대통합민주신당 | 2007~2008 | 합당      |
|           | 통합민주당     | 2008      | 합당      |
|           | 민주당         | 2008~2011 | 당명 변경 |
|           | 민주통합당     | 2011~2013 | 합당      |
|           | 민주당         | 2013~2014 | 당명 변경 |
|           | 새정치민주연합 | 2014~2015 | 합당      |
|           | 더불어민주당   | 2015~2024 | 당명 변경 |
|           | 무소속         | 2024      | 탈당      |
|           | 더불어민주연합 | 2024      | 입당      |
|           | 더불어민주당   | 2024~현재 | 합당      |